# Ahmed Salah Hosny
Ahmed Salah Hosny (El Cairo, Egipto, 11 de julio de 1979) es un exfutbolista y actor egipcio.

## Trayectoria
Fue internacional con la selección de fútbol de Egipto con la que disputó la Copa Africana de Naciones 2000 y la clasificación para la Copa Africana de Naciones de 2002. Ganó la Premier League de Egipto en 1997-1998 y la Copa Intertoto de la UEFA 2000.
Se retiró del fútbol en 2008.